# ديفيد بوروجارد
ديفيد بوروجارد هو لاعب هوكي جليد كندي، ولد في 28 يناير 1976 في مونتريال في كندا.

## وصلات خارجية
- ديفيد بوروجارد على موقع دوري الهوكي الوطني (الإنجليزية)
- ديفيد بوروجارد على موقع EliteProspects.com (الإنجليزية)
- ديفيد بوروجارد على موقع Eurohockey.com (الإنجليزية)
- ديفيد بوروجارد على موقع HockeyDB.com (الإنجليزية)